# Foxconn

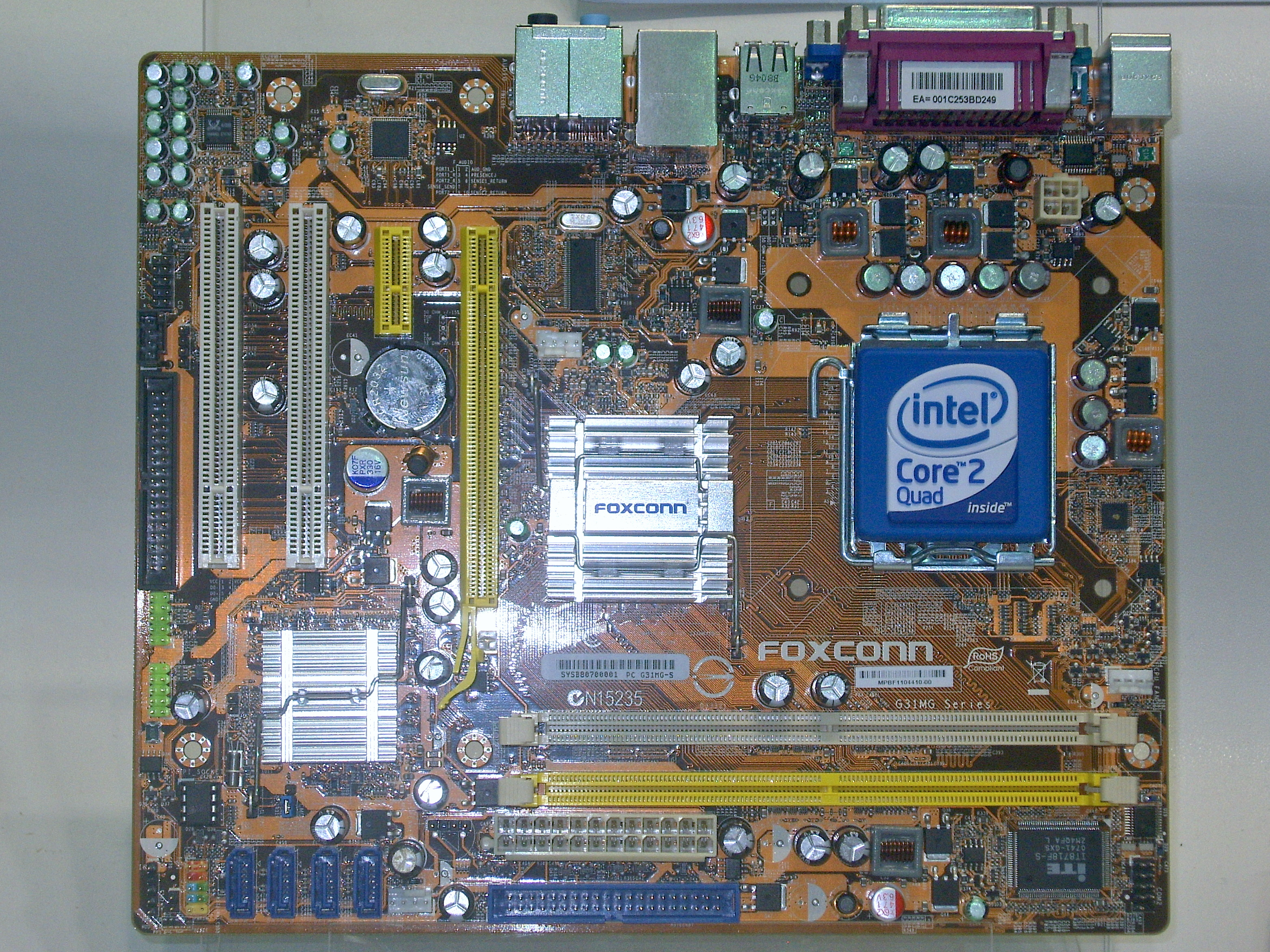
Foxconn-moederbord

Foxconn is een merknaam van de Taiwanese fabrikant Hon Hai Precision Industry Co. Foxconn is de grootste fabrikant van computeronderdelen wereldwijd en produceert onder andere de Mac mini en de iPhone voor Apple Inc. Verder maakt het bedrijf onderdelen voor Dell, Sony, Nokia en vele andere merken.
In het Chinees is Foxconn bekend onder de handelsnaam Fu Shi Kang. Het bedrijf heeft hoofdzakelijk fabrieken in China, maar ook in India, Tsjechië, Slowakije, Polen, Mexico, Brazilië en Vietnam.

## Geschiedenis
Het bedrijf werd in 1974 opgericht door Terry Gou en maakte oorspronkelijk kunststof producten (connectoren en dergelijke). Foxconn is een onderdeel van het Taiwanese moederbedrijf Hon Hai Precision Industry Co. (HHPI). HHPI heeft ruim 800.000 werknemers. In 2022 stond HHPI op de 124e plaats van de grootste bedrijven ter wereld gemeten naar omzet volgens de Forbes The Global 2000-lijst. De totale productie bestaat uit computers, communicatieapparatuur en consumentenelektronica. Per jaar geeft het bedrijf zo'n 1,75% van de omzet uit aan onderzoek en ontwikkelingsprojecten. 
In maart 2016 werd bekend dat het bedrijf een aandelenbelang van 66% zou nemen in het Japanse elektronicaconcern Sharp. Foxconn betaalde voor het aandelenpakket 389 miljard yen (circa 3 miljard euro). Eerder bood Foxconn nog 5,3 miljard euro voor het bedrijf, maar vanwege hogere schulden dan verwacht en slechte vooruitzichten voor Sharp werd het bod verlaagd. De overname versterkt de positie van Foxconn als producent van elektronica nu de producten van Sharp, waaronder lcd-schermen voor de iPhones en iPads van Apple, hieraan zijn toegevoegd.

## Aandeelhouders

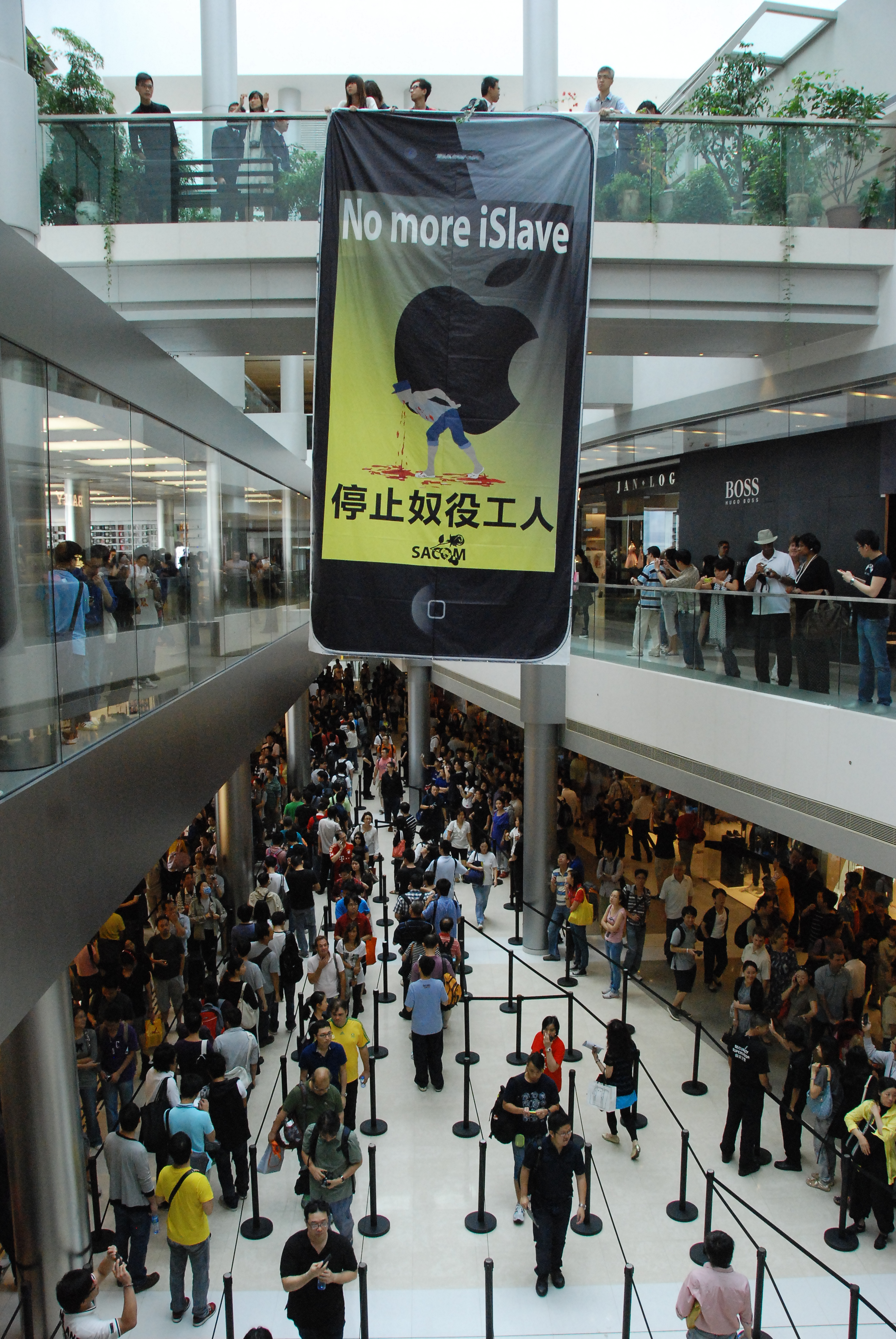
Demonstratie tegen Apple in 2011 omdat dit bedrijf de slechte arbeidsomstandigheden bij Foxconn zou negeren

Oprichter Terry Gou is de grootste aandeelhouder en had per jaarultimo 2021 bijna 13% van de aandelen in handen. De aandelen van het bedrijf staan genoteerd op de beurzen van Taipei, Londen en Singapore.

## Arbeidsomstandigheden
In 2010 raakte Foxconn in opspraak omdat meerdere werknemers zelfmoord zouden hebben gepleegd vanwege de lage lonen en de hoge werkdruk. Ook overleed één werknemer aan uitputting na een dienst van 34 uur.
Het bedrijf gaf toe dat in een Chinese fabriek minderjarigen hadden gewerkt en ook dat het in China de eigen regels voor overuren en nachtwerk van stagiairs had overtreden. Eind 2013 concludeerde de Amerikaanse Fair Labor Association (FLA) in een onderzoek in opdracht van Apple dat de arbeidsomstandigheden bij Foxconn waren verbeterd maar de werktijden nog steeds lang waren (vaak bijna 60 uur per week).
Eind november 2022 braken opnieuw rellen uit in de fabriek te Zhengzhou. In video's die rondgingen op Twitter, was te horen hoe de arbeiders slogans riepen als "geef ons geld" of "we worden bedrogen". Aanleiding tot het protest waren de strenge quarantainevoorzieningen na uitbraken van Covid-19, met penibele werk- en leefomstandigheden als gevolg.